# Ginshachia
Ginshachia är ett släkte av fjärilar. Ginshachia ingår i familjen tandspinnare.
Kladogram enligt Catalogue of Life:
| Ginshachia | \| \| Ginshachia aritai \| \| \| \| \| \| Ginshachia bronacha \| \| \| \| \| \| Ginshachia elongata \| \| \| \| \| \| Ginshachia gemmifera \| \| \| \| \| \| Ginshachia sumatrensis \| \| \| \| |
|            | \| \| Ginshachia aritai \| \| \| \| \| \| Ginshachia bronacha \| \| \| \| \| \| Ginshachia elongata \| \| \| \| \| \| Ginshachia gemmifera \| \| \| \| \| \| Ginshachia sumatrensis \| \| \| \| |
|            | Ginshachia aritai |
|            | |
|            | Ginshachia bronacha |
|            | |
|            | Ginshachia elongata |
|            | |
|            | Ginshachia gemmifera |
|            | |
|            | Ginshachia sumatrensis |
|            | |

## Bildgalleri

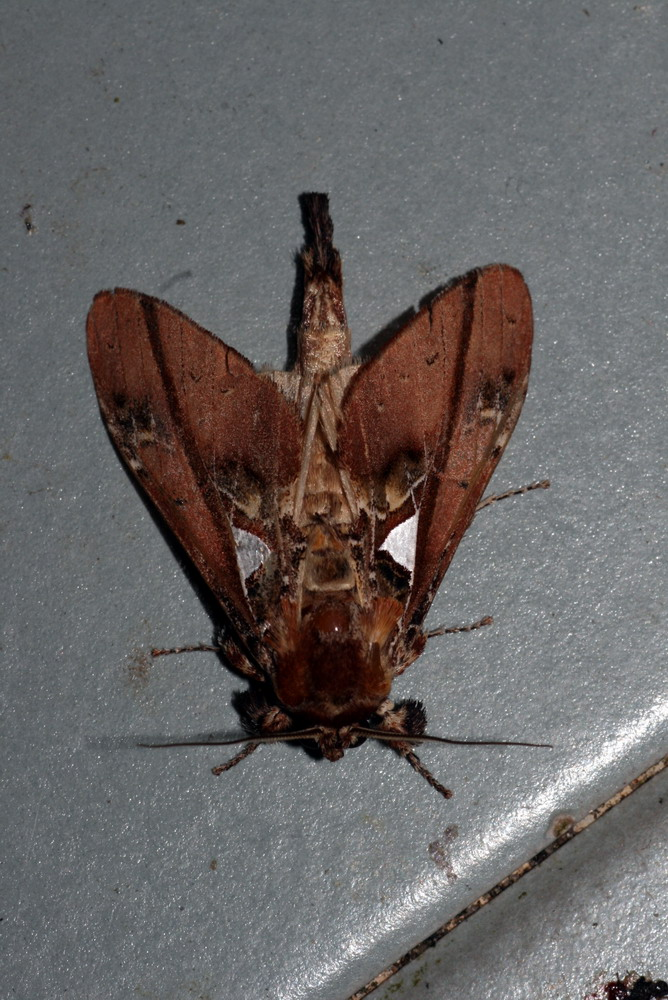
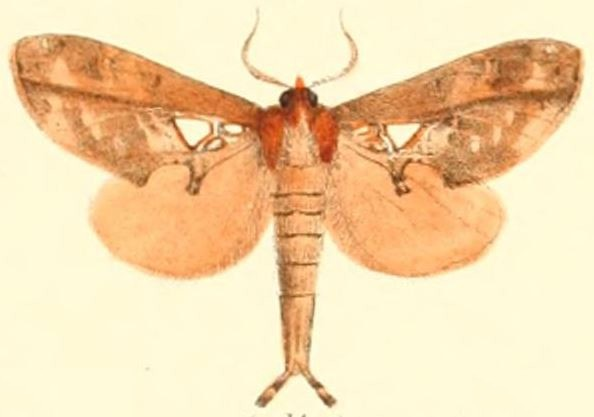